# Liste der Bischöfe von Crema
Die folgenden Personen waren Bischöfe von Crema (Lombardei, Italien):
- Gerolamo Diedo (1580–1584)
- Gian Giacomo Diedo (1584–1616)
- Pietro Emo (1616–1629)
- Marcantonio Bragadin (1629–1633)
- Alberto Badoer (1633–1677)
- vakant (1677–1684)
- Marcantonio Zollio (1684–1702)
- Faustino Giuseppe Griffoni (1702–1730)
- Lodovico Calini (1730–1751)
- Marcantonio Lombardi (1751–1782)
- Antonio Maria Gardini (1782–1800)
- vakant (1800–1808)
- Tommaso Ronna (1808–1838)
- vakant (1838–1845)
- Giuseppe Sanguettola (1845–1854)
- vakant (1854–1857)
- Pietro Maria Ferrè (1857–1867) (auch Bischof von Casale Monferrato)
- vakant (1867–1871)
- Francesco Sabbia (1871–1893)
- Ernesto Fontana (1894–1910)
- Bernardo Pizzorno (1911–1915)
- Carlo Dalmazio Minoretti (1915–1925) (danach Erzbischof von Genua)
- Giacomo Montanelli (1925–1928) (danach Koadjutorerzbischof von Vercelli)
- vakant (1928–1930)
- Marcello Mimmi (1930–1933) (auch Erzbischof von Bari)
- Francesco Maria Franco (1933–1950)
- Giuseppe Piazzi (1950–1953) (auch Bischof von Bergamo)
- Placido Maria Cambiaghi B (1953–1963) (auch Bischof von Novara)
- Franco Costa (17. April 1963–18. Dezember 1963)
- Carlo Manziana (19. Dezember 1963–10. Dezember 1981)
- Libero Tresoldi (10. Dezember 1981–11. Juli 1996)
- Angelo Paravisi (11. Juli 1996–2. September 2004)
- Oscar Cantoni (2005–2016)
- Daniele Gianotti (seit 2017)